# Villavard

Villavard este o comună în departamentul Loir-et-Cher, Franța. În 1 ianuarie 2022 avea o populație de 125 de locuitori.